# Plumipalpia lignicolor
Plumipalpia lignicolor är en fjärilsart som beskrevs av George Francis Hampson 1898. Plumipalpia lignicolor ingår i släktet Plumipalpia och familjen nattflyn. Inga underarter finns listade i Catalogue of Life.